# Oxyopes longinquus
Oxyopes longinquus là một loài nhện trong họ Oxyopidae.
Loài này thuộc chi Oxyopes. Oxyopes longinquus được Tord Tamerlan Teodor Thorell miêu tả năm 1891.